# Auf Achse
Auf Achse (en français sur la route) est un jeu de société créé par Wolfgang Kramer en 1984, édité par F.X. Schmid, pour 2 à 6 joueurs à partir de 8 ans. Les parties durent de 45 à 60 minutes.
Le jeu a remporté le Spiel des Jahres en 1987. C'est le deuxième jeu de l'auteur qui remporte ce prix, considéré comme le plus prestigieux du monde du jeu de société. Il n'a jamais été édité en français.

## Principe général
Les joueurs interprètent des routiers qui doivent transporter le plus intelligemment possible leurs marchandises à travers l'Europe Centrale. Il faut pour cela utiliser de manière optimale les itinéraires, la capacité des camions, et négocier habilement les prix en tenant compte de la concurrence, tout cela pour honorer ses contrats. Des événements divers peuvent aussi venir pimenter le jeu. Le but est de faire le plus de profit.

## Règles du jeu

### But du jeu
Faire le plus de profit au cours de la partie.

### Matériel
La boîte contient un plan de jeu, 6 pions en forme de camion, 48 marchandises, 52 cartes de commande, 31 cartes d'événements, un dé, un marqueur de chantier, un marqueur d'embouteillage.

### Mise en place
Chaque joueur place son camion sur une case du plateau (hors ville). Ensuite, il reçoit 5000 Deutsche Marks et 3 contrats qui lui sont propres (contrats privés). Des contrats publics sont aussi disponibles. Les joueurs jouent chacun à leur tour dans le sens des aiguilles d'une montre.

### Déroulement

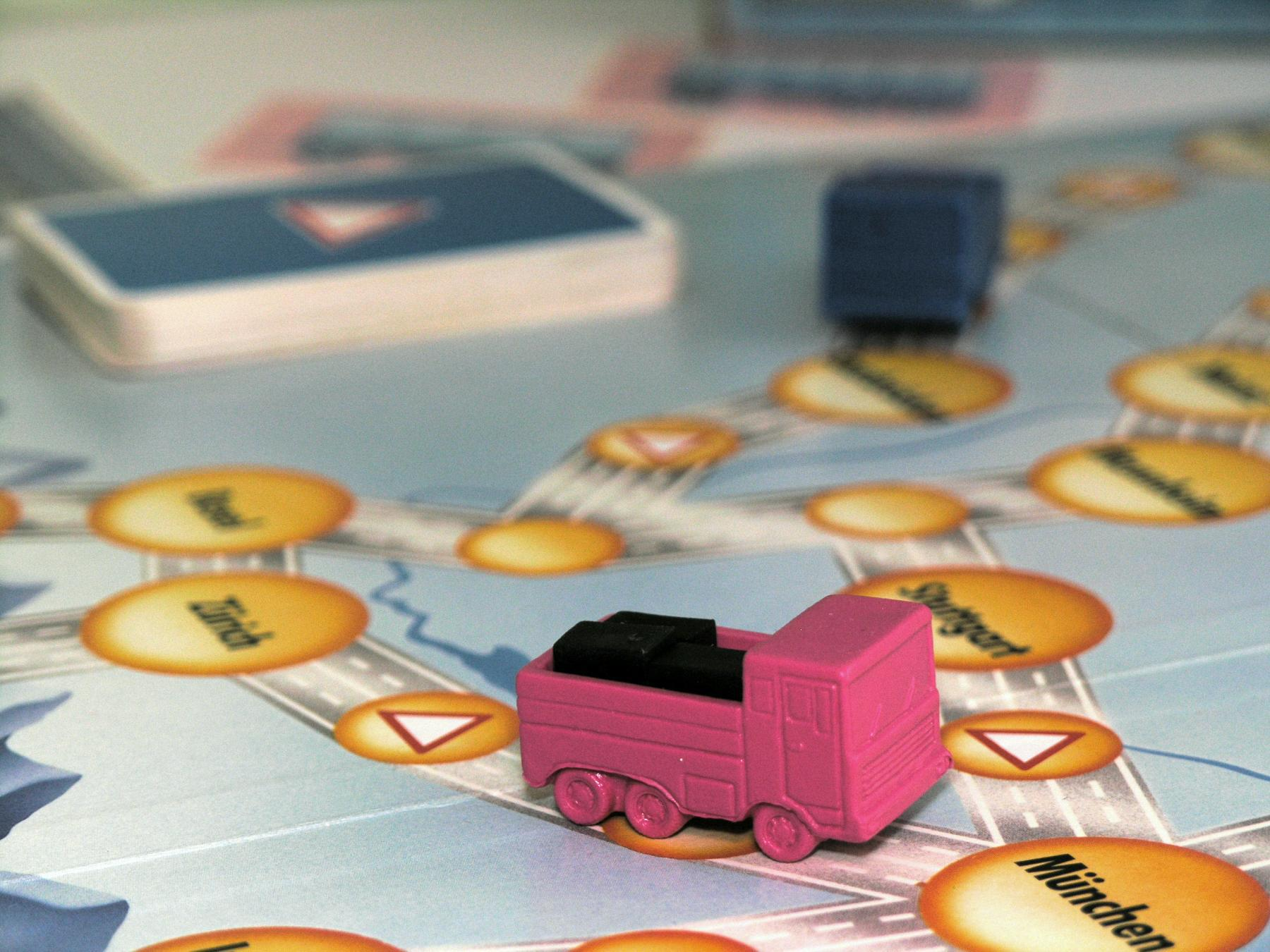
1re édition

À chaque tour, chaque joueur avance son camion en jetant un dé. Il peut tenter d'atteindre des cases correspondant au chargement ou déchargement de ses contrats, et ainsi manœuvrer ses marchandises. Certaines cases déclenchent des événements. À l'arrêt dans une ville, un joueur peut aussi dclencher une phase d'enchères pour les contrats publics, pour ainsi augmenter ses revenus.

### Fin de partie et vainqueur
La partie se termine quand il n'y a plus de contrat public et qu'un joueur au moins a honoré tous ses contrats privés. Le gagnant est celui qui a gagné le plus d'argent. Les contrats encore en cours à la fin du jeu ne rapportent rien.

## Récompense
- Spiel des Jahres  1987